# Федулёв, Иван Петрович
Ива́н Петро́вич Федулёв (1737—11 (23) декабря 1803) — яицкий казак, пугачевский полковник, один из участников заговора, выдавших Е. И. Пугачёва властям.
Примкнул к восстанию с января 1774 года. До середины апреля участвовал в осаде крепости Михайло-Архангельского собора в Яицком городке, обороняемой гарнизоном во главе с подполковником Симоновым и капитаном Крыловым. После поражения повстанцев в бою с бригадой генерала Мансурова у реки Быковки 15 апреля 1774 атаман Овчинников, оторвавшись от преследования карательной экспедиции, провел отряд казаков (в котором находился и Федулёв) через оренбургские степи и предгорья Южного Урала, на соединение с войском Пугачева, с которым и встретился у Магнитной крепости 7 мая. С того времени он участвовал в походе повстанческого войска по Уралу, Прикамью и Поволжью. В июле получил от Пугачёва звание полковника.
В середине августа 1774 Федулёв в сговоре с повстанческими полковниками Ф.Чумаковым и И.Твороговым приступил к организации заговора против Пугачева. После поражения в битве у Солениковой ватаги под Чёрным Яром 25 августа, когда перебравшиеся за Волгу казаки разбились на мелкие отряды, у реки Большой Узень 8 сентября заговорщики связали Пугачёва и неделю спустя доставили его в Яицкий городок. В ноябре, вместе с другими казаками был доставлен в Москву для ведения генерального следствия. По судебному приговору от 9 января 1775 года был сослан на пожизненное поселение в Лифляндскую губернию, где и умер 11 (23) декабря 1803 года.